# Volha Zinkevich
Volha Zinkevich es una deportista bielorrusa que compitió en atletismo adaptado. Ganó seis medallas en los Juegos Paralímpicos de Verano entre los años 2000 y 2008.

## Palmarés internacional
| Juegos Paralímpicos | Juegos Paralímpicos | Juegos Paralímpicos | Juegos Paralímpicos   |
| Año                 | Lugar               | Medalla             | Prueba                |
| ------------------- | ------------------- | ------------------- | --------------------- |
| 2000                | Sídney (Australia)  | Medalla de oro      | 200 m T12             |
| 2000                | Sídney (Australia)  | Medalla de bronce   | Salto de longitud F12 |
| 2004                | Atenas (Grecia)     | Medalla de oro      | Salto de longitud F12 |
| 2004                | Atenas (Grecia)     | Medalla de plata    | 100 m T12             |
| 2004                | Atenas (Grecia)     | Medalla de plata    | 200 m T12             |
| 2008                | Pekín (China)       | Medalla de plata    | Salto de longitud F12 |